# 39. банијски корпус
 39. банијски корпус је био корпус у саставу Српске војске Крајине. Он је био формиран у јесен 1992. године од бившег Зонског штаба Територијалне одбране за Банију и 83. петрињске бригаде ЈНА, посебних јединица милиције и дијелова јединица из некадашње Територијалне одбране. Команданти корпуса су били: пуковник, касније генерал-мајор Слободан Тарбук, пуковник Илија Исак, пуковник Станко Летић, пуковник Жарко Гачић. Начелници штаба су били: пуковник Илија Исак, пуковник Станко Летић, пуковник Жарко Гачић и пуковник Дане Банић.
Корпус је био лоциран на територији Баније и бранио је границу РСК према Хрватској (ушће ријеке Уне у ријеку Саву — ушће ријеке Трепче у ријеку Купу) и према Петом корпусу Армије РБиХ (ријека Уна — ријека Глиница). На југозападу и југоистоку корпус је остваривао непосредну везу са јединицама 21. кордунашког корпуса СВК, а на истоку свега неколико километара са јединицама 18. западнославонског корпуса СВК.
Уз ангажовање припадника корпуса обновљен је рад спортских друштава у градовима: Глина, Петриња, Костајница, Двор на Уни. Пружана је помоћ у раду владиних и невладиних организација и других установа. На исти начин, обновљен је рад Филозофског факултета у Петрињи, средњих и основних школа, домова здравља, амбуланти и свих осталих институција од народног интереса.

## Организација
Састав 39. корпуса:
- Команда (село Грабовац код Петриње)
- 24. пјешадијска бригада (Глина)
- 26. пјешадијска бригада (Костајница)
- 31. пјешадијска бригада (Петриња)
- 33. пјешадијска бригада (Двор на Уни)
- 39. јуришни батаљон
- 39. оклопни батаљон
- 39. мјешовити противоклопни артиљеријски дивизион
- 39. лаки артиљеријски дивизион ПВО
- самостални одред Цапраг
- 87. позадинска база
- чета војне полиције
- чета везе
- инжењеријска чета